# Voodoo People (EP)
Voodoo People je druhé EP anglické skupiny The Prodigy z roku 1995. Jde rozšířenou americkou verzi singlu stejného názvu (který byl vydán z jejich druhého alba Music for the Jilted Generation) a byl vydán tímto způsobem proto, že v době vydání singlu neměla skupina v USA žádnou smlouvu s vydavatelstvím.

## Seznam skladeb
1. "Voodoo People" (Edit) – 4:05
2. "Voodoo People" (Chemical Brothers Remix) – 5:56
3. "No Good (Start the Dance)" (CJ Bolland Museum Remix) – 5:14
4. "Rat Poison" – 5:34
5. "Speedway (Theme from Fastlane)" (Secret Knowledge Remix) – 10:26
6. "Voodoo People" (Haiti Island Remix) – 5:22
7. "Voodoo People" (Original Mix) – 6:28